# Colcha (Paruro)
Colcha ist ein Ort in der Provinz Paruro, Region Cusco, und Verwaltungssitz des gleichnamigen Distrikts. Im Jahr 2017 hatte Colcha 170 Einwohner.

## Geographische Lage
Colcha liegt etwa 15 km südwestlich der Provinzhauptstadt Paruro. Sie liegt am Fluss Río Apurímac auf einer Höhe von etwa 2800 m.

## Verkehrsanbindung
Colcha wird von der Regionalstraße CU-117 erschlossen. Der nächste Flughafen ist der etwa 38 Kilometer entfernte Flughafen von Cusco.